# Wolf von Aichelburg
Wolf von Aichelburg (* 3. Januar 1912 in Pula, Österreich-Ungarn; † 24. August 1994 bei Banyalbufar, Spanien) war ein rumänischer Dichter, Maler und Komponist. Er publizierte hauptsächlich in deutscher Sprache.

## Leben
Wolf von Aichelburg entstammte der österreichischen Adelsfamilie Aichelburg. Er wurde am 3. Januar 1912 in der zu Österreich-Ungarn gehörenden Hafenstadt Pula geboren, wo sein Vater Arnold als k.u.k. Fregattenkapitän stationiert war. Nach dem Ende des Ersten Weltkriegs unterstützte dieser die rumänische Marine beim Ausbau deren Flotte in Galați, bis sich die Familie 1922 in Hermannstadt in Siebenbürgen niederließ. Von 1929 bis 1934 studierte Aichelburg in Cluj und Dijon Germanistik und Romanistik. Nach jahrelangem Aufenthalt in Westeuropa, darunter in Florenz und Berlin kehrte er 1939 in seine siebenbürgische Heimat zurück. Während des Zweiten Weltkriegs war Wolf von Aichelburg von 1941 bis 1944 für die rumänische Regierung in Bukarest als Dolmetscher tätig und übersetzte zahlreiche literarische Werke. 1944 kehrte er nach Hermannstadt zurück und arbeitete dort bis 1947 als Privatlehrer. Nachdem sein Versuch, aus Rumänien 1948 zu fliehen, gescheitert war, wurde er zu Gefängnisaufenthalten in Caransebeș und Aiud sowie danach zu Zwangsarbeit am Donau-Schwarzmeer-Kanal verurteilt. Ab 1952 musste Aichelburg dreieinhalb Jahre mit niederen Arbeiten in Măicănești zwangsverbringen. Nachdem er nach Hermannstadt zurückkehren durfte und rehabilitiert wurde, konnte er für kurze Zeit erneut literarisch tätig werden.
Im Kronstädter Schriftstellerprozess im Jahre 1959 wurde er zu 25 Jahren Zuchthaus verurteilt. Nach drei Jahren in den Gefängnissen von Gherla und Sighetu Marmației sowie über zwei Jahren Zwangsarbeit im Bărăgan kam er 1964 aufgrund einer Generalamnestie für politische Häftlinge auf freien Fuß und konnte in der Folgezeit wieder auf Deutsch publizieren. 1980 verließ Aichelburg Hermannstadt und übersiedelte nach Freiburg im Breisgau. Am 24. August 1994 ertrank er unter ungeklärten Umständen bei Banyalbufar vor der Küste von Mallorca.
Sein Nachlass wird im Archiv des Instituts für deutsche Kultur und Geschichte an der LMU München aufbewahrt.

## Werke
- Herbergen im Wind. Gedichte. Literaturverlag, Bukarest 1969.
- Ratten von Hameln. Fabeln. Literaturverlag, Bukarest 1969.
- Lyrik, Dramen, Prosa. Kriterion-Verlag, Bukarest 1971.
- Vergessener Gast. Gedichte. Dacia-Verlag, Cluj 1973.
- Fingerzeige. Essays. Dacia-Verlag, Cluj 1974.
- Pontus Euxinus. Gedichte. Kriterion-Verlag, Bukarest 1977.
- Aller Ufer Widerschein. Gedichte. Wort-und-Welt-Verlag, Innsbruck 1984, ISBN 3-85373-079-5.
- Anhalter Bahnhof. Gedichte. Wort-und-Welt-Verlag, Innsbruck 1985, ISBN 3-85373-094-9.
- Corrida. Gedichte. Wort-und-Welt-Verlag, Innsbruck 1987, ISBN 3-85373-104-X.
- Tuskische Gärten. Gedichte. Ed. Arnshaugk, München 1993, ISBN 3-926370-19-X.
- Der Brand des Tempels. Dramen. Ed. Arnshaugk, München 1993, ISBN 3-926370-20-3.
- Der leise Strom: Gedichte, Erzählungen, Essays. Olms, Hildesheim – Zürich – New York 1993.
- Gedichte / Poezii. Übersetzungen von Dan Dănilă. Ed. Hermann, 1996, ISBN 973-97285-4-5.

## Werke als Komponist
- Sonate für Viola und Klavier
- Konzert für Trompete und Orchester